# Pädagogische Akademie Bonn
Die Pädagogische Akademie Bonn bestand von 1926 bis 1933 (umbenannt in eine Hochschule für Lehrerbildung) und erneut unter diesem Namen von 1946 bis 1962, bevor sie zur Pädagogischen Hochschule Bonn umbenannt wurde.

## Geschichte

### Erste Jahre, 1926 bis 1933
Am 1. April 1926 eröffnete der preußische Kultusminister Carl Heinrich Becker die für katholische Studierende bestimmte Pädagogische Akademie in Bonn, die Volksschullehrer mit akademischer Ausbildung werden wollten. Erster Akademiedirektor war Georg Raederscheidt bis zur Amtsenthebung 1934, sein Stellvertreter der Zentrumspolitiker Hans Abmeier (Pädagoge). Der Neubau der Akademie 1930 bis 1933 erfolgte durch den Architekten Martin Witte. Bedeutende Professoren waren z. B. Adolf Bach, Ernst Broermann, Johannes von den Driesch, Friedrich Schneider. 1933 war Bonn die größte Pädagogische Akademie in Deutschland.

### 1933 bis 1945
Im April 1933 wurde sie in eine Hochschule für Lehrerbildung (HfL) durch den nationalsozialistischen Reichserziehungsminister Bernhard Rust umbenannt und 1934 unter dem nationalsozialistischen Direktor weitergeführt. Im Jahr 1933 wurde der Lehrkörper im NS-Sinn umgebildet und zahlreiche Dozenten entlassen (z. B. Joseph Antz, Hans Karl Rosenberg) oder in die Schule zurück versetzt. Der neue Hochschuldirektor war Josef Gördel (1890–?) bis 1941. In dieser Zeit kamen zahlreiche bedeutende NS-Pädagogen an Professorenämter: so der SD-Referent Heinrich-Josef-Nelis. 1939 wurde die HfL kriegsbedingt geschlossen.
Aus der HfL ging aber im April 1941 eine Lehrerbildungsanstalt hervor, die keine Abiturienten mehr aufnahm, sondern nur Schulhelfer ausbildete, um dem Lehrerbedarf abzuhelfen. Sie bestand bis 1945, eine Lehrerinnenbildungsanstalt zugleich in Honnef.

### Ab 1946
Bereits 1946 wurde in Bonn erneut eine Stätte für die nunmehr simultane (gemischtkonfessionelle) Lehrerbildung im Rheinland durch die britische Besatzungsbehörde eröffnet. Es wurden jährlich ca. 150 Studierende aufgenommen. Erster Akademiedirektor war Josef Klövekorn (1904–1974). Zur ersten Generation der Professoren gehörte die Frauenrechtlerin Klara Faßbinder. Das Akademiegebäude wurde 1948 für den Parlamentarischen Rat und ab 1949 als Teil des Bundeshauses für den Deutschen Bundestag genutzt. Die Akademie zog daher mit ihrem Lehrbetrieb in die eigens umgebaute Karlschule in der Nordstadt um. Ein Neubau entstand in mehreren Bauabschnitten von 1957 bis 1965 nach Plänen des Staatshochbauamts Bonn an der Römerstraße in der Nordstadt, heute Bonn-Castell. Mitte der 1970er-Jahre erfolgten am selben Standort weitere Neubauten, die wegen Schadstoffen inzwischen teilweise geschlossen worden sind.
Die Akademie wurde 1963 umbenannt in Pädagogische Hochschule Bonn, die wiederum 1965 Bestandteil der Pädagogischen Hochschule Rheinland wurde. Letzter Rektor war Klaus Schaller.